# Krestopivșciîna, Snovsk
Krestopivșciîna (în ucraineană Крестопівщина) este un sat în comuna Hotunîci din raionul Snovsk, regiunea Cernihiv, Ucraina.

## Demografie
Componența lingvistică a localității Krestopivșciîna
     Ucraineană (100%)
Conform recensământului din 2001, toată populația localității Krestopivșciîna era vorbitoare de ucraineană (100%).